# أتابك كتي (جمع أبرود)
أتابك كتي (بالفارسية: اتابک کتی) هي مستوطنة تقع في إيران في قسم جمع أبرود الريفي. يقدر عدد سكانها بـ 103 نسمة بحسب إحصاء 2016.